# Новиково (Староюрьевский район)
Но́виково — село в Староюрьевском районе Тамбовской области. Названо в честь публициста, просветителя, общественного деятеля Александра Ивановича Новикова.
Расположено в 6 км к западу от районного центра у слияния рек Вишнёвка и Большая Вишнёвка. Находится в часовом поясе, обозначаемом по международному стандарту как Moscow Time Zone (MSK/MSD). Смещение относительно Всемирного координированного времени UTC составляет +3:00 (MSK, зимнее время) и +4:00 (MSD, летнее время).

## История
В 1838 году владельцы села Александровка (ныне — Старая Александровка) Николай Петрович Новиков и Пётр Александрович Новиков договорились о разделе и о переселении части деревни на другое место, о чём был составлен Раздельный акт гг. Новиковых от 1838 года февраля 10 дня.
Владельцем села Новая Александровка становится П. А. Новиков, затем Иван Петрович Новиков, а с 1890 года — Александр Иванович Новиков.
В апреле 1917 года Ново-Александровка на сходе граждан села была переименована в Новиково в честь заслуг А. И. Новикова в деле народного образования.

## Население
Изменение численности населения села.

## Инфраструктура
Здания социального назначения:
- общеобразовательная школа;
- профессиональное училище;
- сельский дом культуры;
- сельсовет;
- почтовое отделение;
- два магазина;
- фельдшерско-акушерский пункт.

В селе находятся автобусная остановка на маршруте «Первомайский — Староюрьево» и железнодорожная станция Новиково Юго-Восточной железной дороги на линии Богоявленск — Челновая.
Список улиц села Новиково:
- Заречная
- Звезда
- Пробуждение
- Центральная
- Чакинская

## Достопримечательности
В 2009 году усадьба «Новоалександровское» включена в «Список выявленных объектов, представляющих историческую, научную, художественную или иную культурную ценность».
Объекты, представляющие историческую культурную ценность:
- усадебный дом А. И. Новикова;
- здание Свято-Ольгинской второклассной школы;
- здание Иоанно-Богословской духовной семинарии (в настоящее время в нём расположены училище и школа);
- учительский дом;
- здание церковного притча;
- могила А. И. Новикова;
- усадебный парк.

В числе достопримечательностей:
- надгробный монумент А. И. Новикову (автор проекта скульптор, член союза художников РФ А. В. Климков);
- могила Лепилиных (в которой покоятся жена и сын священника Тимофея Петровича Лепилина, сподвижника А. И. Новикова);
- поклонный крест на месте, где стояла Иоанно-Богословская церковь;
- памятник новиковцам, погибшим в годы Великой Отечественной войны;
- памятник конному плугу.
- мемориальная доска на здании профессионального училища с упоминанием вымышленного изобретателя кирзы.

### Музей
В 2011 году к 150-летию А. И. Новикова в селе основан музей им. А. И. Новикова.

## Церковь[4]
В 1892 году А. И. Новиковым в память о скончавшемся отце, И. П. Новикове, в селе была построена каменная Иоанно-Богословская церковь. Освящение храма было совершено 30 августа 1892 года протоиереем В. В. Знаменским. В 1930—1931 годах храм был разрушен до основания.